# Wilson Kipkemboi Kigen

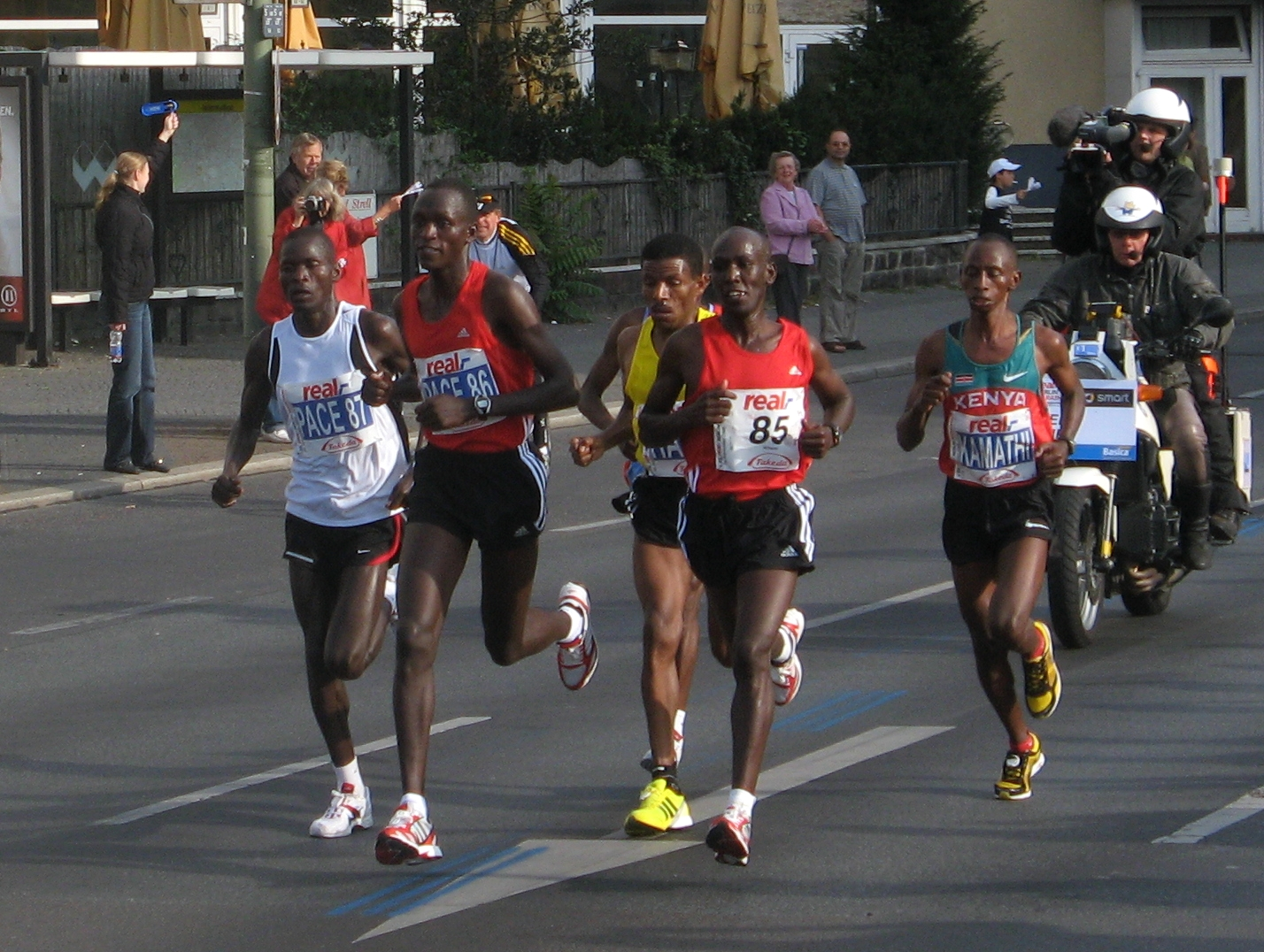
Wilson Kipkemboi Kigen (Nr. 85) beim Berlin-Marathon 2008

Wilson Kipkemboi Kigen (* 15. September 1980) ist ein kenianischer Langstreckenläufer.

## Leben
Zu Beginn seiner Karriere war er vor allem bei Straßenläufen in den Niederlanden erfolgreich. So gewann er beispielsweise zweimal den Egmond-Halbmarathon (2000, 2002), wurde Dritter beim Dam tot Damloop 2001 und siegte 2002 bei den 20 van Alphen und bei den Tilburg Ten Miles.
Später spezialisierte er sich auf Marathonläufe. Beim Frankfurt-Marathon belegte er 2005 den dritten und 2008 den zweiten Platz, beim Seoul-Marathon wurde er 2006 Sechster und 2007 Siebter sowie beim Gyeongju International Marathon 2007 Dritter. Außerdem trug Kigen als Tempomacher beim Berlin-Marathon 2007 dazu bei, dass Haile Gebrselassie einen neuen Weltrekord aufstellen konnte.
Wilson Kigen ist der Cousin von Wilfred Kibet Kigen, dem dreimaligen Sieger des Frankfurt-Marathons.

## Bestleistungen
- 10 km: 28:02 min, 8. September 2006, Gouda
- 10 Meilen: 46:12 min, 23. September 2001, Zaandam
- Halbmarathon: 1:01:11 h, 23. März 2002, Den Haag
- Marathon: 2:08:16 h, 26. Oktober 2008, Frankfurt am Main